# Геническое озеро
Геническое озеро (укр. Генічеське озеро) — крупнейшее озеро Генического района, расположенное на севере косы Арабатская Стрелка. Площадь водного зеркала — 9,2 км². Тип общей минерализации — солёное. Происхождение — лиманное. Группа гидрологического режима — бессточное. Площадь водосборного бассейна — 19,2 км².

## География
Входит в Геническую (Чонгаро-Арабатская) группу озёр, где является крупнейшим. Длина — 4,9 км. Ширина средняя — 1,9 км, наибольшая — 2,9 км. Глубина наибольшая — 0,6. Высота над уровнем моря — −1,5 м. Используется для соляной промышленности и рекреации. Ближайший населённый пункт — посёлок Приозёрное.
Озеро имеет продолговатую округлую вытянутую с юго-запада на северо-восток форму. Расположено на севере косы Арабатская Стрелка и отделено от залива Сиваша, непосредственно косой и двумя её полуостровами Генический Кут (севернее озера) и Семёновский Кут (западнее озера). Связано с Сивашем узким проливом, расположенным на северо-востоке. В воде распространены красные и зеленые водоросли. Северная и частично восточная и южная береговые линии обрывистые, с берегами, высотой 2-5 и 3 м соответственно; западная — обрывистая, без берегов. Западнее озера расположены солончаки. У восточной береговой линии озера расположен артезианский колодец.
Уровень воды в озере на 1-1,5 м ниже уровня залива Сиваш, с которым соединено для пополнения вод каналом. Глубина весной 0,3-0,7 м, летом — 0,1-0,3 м. Среднегодовое количество осадков — 350—400 мм. Основной источник питания — смешанное — поверхностные (воды Сиваша) и подземные (Причерноморского артезианского бассейна, у берегов обрывов) воды, донными источниками, а также пресными водами из самоизливающихся артезианских скважин. Солёность вод в летнее время 22-26 %, в растворенных солях преобладают поваренная соль, которая обычно садится в конце лета. Донные отложения — серые плотные илы мощностью до 1,5-3 м. Интенсивно зарастают высшей водной растительностью на участках, где поступают воды из артезианских скважин, водоросли же обычно развиты у выходов подземных вод.

## Рекреация
После остановки промышленной добычи соли озеро используется в целях рекреации и является популярным местом для фотосессий. Дно озера покрыто грязью (тёмно-серый ил покрытый слоем самосадочной соли).

## Соляной промысел
Ранее озеро являлось сырьевой базой соляной промышленности: в восточной части водного зеркала озера был расположен соляной промысел. Добыча соли велась субъектами хозяйствования ГП Генический солезавод и МПКП «Интер-Юг».
На озере имелись хорошо оборудованные промыслы еще с дореволюционного времени. Раньше на озере глауберову соль добывали именно в зимнее время — вымораживанием.
К концу XIX века добыча соли заметно упала. Максимальная цифра её годовой добычи достигала 80 тыс. т в год. По данным на 1885 год на геническом участке добыто 60 тыс. т соли, 1887 году — 38 400 тыс. т. В начале XXI века на солезаводе в добывалось 20—25 тыс. т соли (в том числе 16 тыс. т — технической).
В настоящий момент промышленная добыча соли не ведется, а бывший солезавод превратился в руины.